# La pícara soñadora
La pícara soñadora es una telenovela mexicana producida por Valentín Pimstein para la cadena Televisa. Basada en una historia original del escritor argentino Abel Santa Cruz.
Fue protagonizada por Mariana Levy y Eduardo Palomo. Con las participaciones antagónicas de Angélica Rivera, Karen Sentíes, Roberto Vander y Roberto Ballesteros y la actuación estelar de la primera actriz Irán Eory.

## Argumento
Lupita López es una hermosa joven que estudia derecho. Aunque tiene un futuro muy prometedor, por ahora ella no tiene dinero y por eso vive en secreto en los almacenes Sares Rochild (parodia de Sears), donde trabaja de día como vendedora en el departamento de juguetería y su padrino trabaja de noche como velador.
Todo lo que "toma prestado" de los almacenes para vivir, ella lo apunta en su libretita para poder pagarlo cuando ella termine sus estudios. Lo tiene todo planeado. Pero un día, ella conoce a un muchacho en la sala de espera de la oficina del dueño del almacén. Ella cree que él está allí buscando empleo, y Alfredo decide seguirle el juego. Usando el nombre de su mejor amigo, Carlos, él se hace pasar por pobre y consigue empleo en los almacenes, que son de su padre en donde nadie lo conoce, para acercarse a Lupita. Lo que comenzó como un juego para Alfredo cambió inesperadamente cuando termina enamorándose verdaderamente de ella.

## Personajes
Una característica de esta novela es que no existe un villano definido en toda la trama, sino que en determinados momentos, alguien juega el papel de villano y en otras, este rol le corresponde a alguien más, dependiendo de la situación vivida y de los personajes involucrados.
Los personajes se han separado en familias o grupos para mayor comprensión al momento de leer el artículo

### Familia de Lupita
Lupita López: Es una hermosa muchacha que durante el día trabaja como encargada del departamento de juguetería de los Almacenes Sares Rochild y por la noche estudia la carrera de Derecho. Es una chica soñadora con mucha imaginación; adorable, humana, generosa, ingeniosa, positiva, pero muy orgullosa, que no perdona ni la hipocresía ni la traición. Vive dentro del almacén con su padrino, el velador, y tiene la costumbre de tomar todo lo que necesita y se le antoja de allí, anotándolo en una libreta para llevar la cuenta y pagar algún día la deuda con la familia Rochild. Protege a su amiga Rosa Fernández a la cual invita a vivir al almacén junto con ella y su padrino. Sueña con terminar su carrera y ayudar a su padrino a comprar su casa, también con volverse rica y pagar lo que ha tomado del almacén. Se enamora de Carlos Pérez quien al final resulta ser Alfredo Rochild, el hijo del dueño del Almacén.
Don Camilo: Padrino de Lupita, ha sido el velador del almacén durante 20 años y es muy dedicado a su trabajo, es un hombre tímido, serio y se preocupa de las ideas y travesuras de Lupita, constantemente recuerda a su amor de la juventud (Marcelina Rochild) sin sospechar que el destino los volvería a unir. Al final sufre un paro cardiaco del que se recupera y se reencuentra con Marcelina.

### Familia Rochild
Marcelina de Rochild: Es la cabeza de la familia Rochild, madre de Gregorio y Federico, Abuela de Alfredo y Mónica, y también de Julio "Pollito" Zamora a quien ha adoptado la familia. Es una mujer firme y autoritaria en los momentos importantes, pero a la vez comprensiva, dulce y abierta, dispuesta a todo por la felicidad de su familia.
Gregorio Rochild: Hijo mayor de Doña Marcelina, hermano de Federico y padre de Alfredo y Mónica, es un hombre recto, firme y le gusta que las cosas se hagan de manera precisa, muy adicto a su trabajo, es quien dirige los almacenes Sares Rochild. Entre sus trabajadores lo consideran como una persona muy estricta, sin embargo siente admiración por el esfuerzo de Lupita López.
Federico Rochild: Hijo menor de Doña Marcelina. Hombre impulsivo y soltero, mujeriego empedernido que goza de su libertad y evita los compromisos desagradables de la empresa, aunque tiene muy buenos sentimientos y le gusta arriesgarse en nuevas aventuras; termina enamorándose de Rosa Fernández.
Gladys de Rochild: Esposa de Gregorio, madre de Alfredo y Mónica, es una mujer muy despistada que nunca logra mantenerse dentro de las conversaciones familiares, por lo que sus opiniones casi siempre están fuera de lugar.
Alfredo Rochild: Hijo de Gregorio y Gladys. Su conducta es parecida a la de su tío Federico, es el heredero del negocio de los almacenes y debe casarse con Giovana Carini, un matrimonio arreglado entre los padres de ambos por el bien de las empresas. Sin embargo, descubre en Lupita López su verdadero amor después de una serie de juegos al inicio inocentes, haciéndose pasar por su mejor amigo Carlos Pérez y trabajando junto a ella como empleado del almacén.
Mónica Rochild: Hermana de Alfredo, es de carácter alegre y sociable, aunque al inicio no estuvo de acuerdo con las jugadas de su hermano. Al final termina enamorándose de Carlos Pérez, el amigo de Alfredo.

### Familia Carini
Pietro Carini: Es un hombre totalmente entregado a los negocios, y trata a sus trabajadores de una manera muy cruel; es el padre de Giovana, novia de Alfredo, y entre él y Gregorio Rochild, han arreglado la boda de sus hijos en favor de sus respectivas empresas, pero sin considerar los sentimientos de los novios.
Leonor de Carini: Es la esposa de Pietro y madre de Giovana.
Giovana Carini: Es la novia impuesta para Alfredo Rochild, quien realmente no la ama. Es una joven orgullosa, consentida, egoísta y muy segura de sí misma. Sus planes de matrimonio se retrasan cuando sufre un accidente que le desfigura su rostro.

### Familia de Pollito
Julio "Pollito" Zamora: Es un niño de 5 años, introvertido, dulce, tierno y de buenos sentimientos, hijo de una criada de la mansión de los Rochild; sufre constantemente por la muerte de su madre y el poco aprecio que siente de su padre, termina perdido y es encontrado por Agustina (Nena), quien se conmueve y lo lleva a su casa para que tenga un lugar dónde dormir. La familia de Nena lo ayuda a regresar con al familia Rochild, quienes tomaron la decisión de adoptarlo. Siente un cariño por su perro Barrigón, a quien tuvo que vender en alguna ocasión para ayudar al papá de Nena, pero poco después lo recuperaría. Al final logra la reconciliación entre Lupita López y Alfredo Rochild. Como dato curioso, asistió a la Escuela Mundial, y en algunas escenas aparecieron algunos niños que protagonizaron Carrusel; después, Pollito sería protagonista de la segunda parte de esa novela: Carrusel de las Américas.
José Zamora: Es el padre de Pollito, y aunque constantemente le insiste en que lo ama, en realidad sólo le interesa utilizarlo para sacarle dinero a la familia Rochild; en alguna ocasión engaña al niño diciéndole que es una molestia para la familia, por lo que huyen de la mansión, él termina en la cárcel y Pollito abandonado y perdido. Después de la adopción de Pollito, recibe una fuerte cantidad de dinero por parte de los Rochild.

### Otros personajes
Carlos Pérez: Es el mejor amigo de Alfredo; aunque con muchas dudas, decide ayudar a su amigo en su juego de amor, aunque en varias ocasiones termina pagando por las imprudencias de su amigo. Se enamora de Mónica Rochild.
Rosa Fernández vda. de García: Es una mujer perseguida por la ley, acusada de un robo en la sucursal de Guadalajara de los almacenes Sares Rochild, con el propósito de proteger la salud de su hijita Rosita, vive escondida junto con Lupita y Don Camilo en la terraza del almacén. Considera que el amor para ella es imposible, hasta que conoce a Federico Rochild. Termina por entregarse a las autoridades para ayudar a Don Camilo por su paro cardiaco.
Los detectives: Bajo las órdenes del Detective Téllez, los detectives Colin y Benítez deben investigar el caso de Rosa Fernández. Aunque son muy distraídos, lo que les reprime constantemente su jefe, acostumbran vestir de blanco; encuentran muchos problemas en su investigación por culpa de Lupita, quien protege a su amiga Rosa.
Adolfo Molina: Apodado como "El Buitre" por las empleadas, es el jefe del departamento de Juguetería, a pesar de ser un hombre casado, trata inútilmente de conquistar a Lupita López, y siente un gran desprecio por Carlos Pérez (Alfredo Rochild) por la relación que lleva con Lupita. Al final se encarga de revelar lo hecho por Alfredo.
Oswaldo Frías: Hombre enamorado de Lupita, quien la trata de enamorar inútilmente y termina frustrado por no lograr su objetivo. Termina enamorándose de Carla Sánchez.
Carla Sánchez: Mujer enamorada de Oswaldo Frías, siente celos de Lupita y trata constantemente de jugarle trampas para quitarla de su camino; al final se da cuenta de la relación inexistente entre Lupita y Oswaldo, por lo que recapacita y trata de enmendar sus errores.
Agustina Martínez: Conocida como Nena, vive en una casa humilde y sus padres trabajan para Pietro Carini; se encuentra con Pollito cuando estaba abandonado por su padre, lo consuela y lo lleva a su casa para que tenga dónde dormir, termina haciéndose novia de Pollito y se molesta cuando el niño habla de alguien más, aun siendo celosa, tiene buenos sentimientos. Coincidentemente se llama igual que la fallecida madre de Pollito.

## Elenco
- Mariana Levy - Lupita López
- Eduardo Palomo - Alfredo Rochild / Carlos Pérez
- Irán Eory - Marcelina Ruvalcaba vda. de Rochild
- Rafael Inclán - Camilo López
- Fernando Ciangherotti - Federico Rochild
- Claudia Ramírez - Rosa Fernández vda. de García
- Roberto Vander - Gregorio Rochild
- Angélica Rivera - Giovanna Carini
- Gabriela Goldsmith - Gladys de Rochild
- Laura Flores - Mónica Rochild (#1)
- Lola Merino - Mónica Rochild (#2)
- Alexis Ayala - Carlos Pérez
- Roberto Ballesteros - Adolfo Molina
- Alejandro Aragón - Oswaldo Frías
- Karen Sentíes - Karla Sánchez
- Armando Palomo - José Zamora
- Diana Golden - Elvira Funes
- Luis Guillermo Martell - Julio "Pollito" Zamora
- Marisol Centeno - Agustina "Nena" Martínez
- Ricardo Cortez - Pietro Carini
- Jorge Pascual Rubio - Domingo
- Silvia Campos - Bárbara
- Odiseo Bichir - Ignacio Martínez
- Roxana Saucedo - Olivia
- Adrián Ramos - Detective Téllez
- Roberto Huicochea - Detective Colin
- Alfredo Alegría - Detective Benítez
- Nicky Mondellini - Gina Valdez
- Elizabeth Aguilar - Lucía
- Dina de Marco - Doña Bertha
- Claudio Báez - Jaime Pérez
- David Ostrosky  - Claudio Rendón
- Juan Carlos Casasola - Fausto Medrano
- Frances Ondiviela - Detective Altavaz
- Antonio De Carlo - Santiago Garrido
- Roberto Mateos - Florencio
- Irlanda Mora - Leonor de Carini
- Ella Laboriel - Toña
- Daniel Serrano - Raúl
- Claudia Ortega - Agustina
- Dacia Arcaráz - Susana
- Bertha del Castillo - Ángela
- Angélica Arvizu - Delfina
- Beatriz Ornella - Dora
- Gerardo González - Gómez
- Sergio Sendel - Hugo
- Rafael del Villar - Lic. Argüeyo
- René Muñoz - Dr. Lozano
- Mónika Sánchez
- Ariel López Padilla
- Mario del Río
- Rafael Velasco
- Ariel Baldani
- Marcial Casale
- Eva Garbo
- Héctor Parra
- Polly
- Roberto Porter
- Sussan Taunton
- Alejandro Treviño
- Erika Lobo
- Nubia Martí
- Maleni Morales
- Miguel Priego
- Rocío Sobrado
- Rodrigo Zurita
- Itatí Cantoral
- Roberto Blandón
- Rossana Cesarman
- Farnesio de Bernal
- Keiko Durán
- Sara Montes
- Ricardo Vera
- Víctor Vera
- Jorge Salinas - Oficial de policía

## Equipo de producción
- Historia original de: Abel Santa Cruz
- Adaptación: Verónica Pimstein, Andrea Fernández
- Versión: Valeria Phillips
- Edición literaria: Dolores Ortega
- Tema de entrada: La pícara soñadora
- Letra: Viviana Pimstein
- Intérprete: Mariana Levy
- Música original: Carlos Vértiz Pani, Héctor Ruiz
- Escenografía y ambientación: Raúl Leal Cornejo, Octavio Ortega
- Diseño de vestuario: Claudia Preciado, Alejandro Gastelum
- Caracterización: Lupelena Goyeneche, Refugio López
- Musicalizador: Luis Alberto Diazayas
- Editor: Adrián Frutos Maza
- Director de cámaras Foro 9: Roberto Gómez Fernández
- Jefes de producción: Izamary Mendoza, Federico Alarcón, Nathalie Lartilleux Nicaud
- Coordinador de producción: Nicandro Díaz González
- Gerente de de producción: Arturo Guízar
- Director Foro 9: Luis Gimeno
- Director de cámaras: Alejandro Frutos
- Directora de escena: Raquel Parot
- Productores asociados: Salvador Mejía, Verónica Pimstein
- Productor: Valentín Pimstein

## Premios y nominaciones

### Premios TVyNovelas 1992
| Categoría                | Nominado(a)            | Resultado |
| ------------------------ | ---------------------- | --------- |
| Mejor primera actriz     | Irán Eory              | Ganadora  |
| Mejor actriz joven       | Mariana Levy           | Nominada  |
| Mejor actor joven        | Eduardo Palomo         | Nominado  |
| Mejor actuación infantil | Luis Guillermo Martell | Ganador   |
| Mejor actor de reparto   | Rafael Inclán          | Ganador   |

### Premios Eres 1992
| Categoría              | Nominado(a)     | Resultado |
| ---------------------- | --------------- | --------- |
| Mejor actor estelar    | Eduardo Palomo  | Ganador   |
| Mejor actriz coestelar | Angélica Rivera | Ganadora  |

## Versiones
- Esta historia fue llevada al cine en 1956 en Argentina bajo el título de La pícara soñadora con Mirtha Legrand y Alfredo Alcón.
- La televisión argentina hizo una  versión en 1968 protagonizada por Evangelina Salazar.
- La cadena brasileña SBT realizó una versión de esta historia titulada Pícara Sonhadora, producida en 2001 y protagonizada por Bianca Rinaldi y Petronio Gontijo.
- La telenovela fue adaptada de nueva cuenta por Televisa en 2005 para el público infantil, bajo el título de Sueños y caramelos, con las actuaciones de Nashla Aguilar, Luciano Corigliano, René Strickler y Alessandra Rosaldo.